# Placówka Straży Celnej „Złatna”

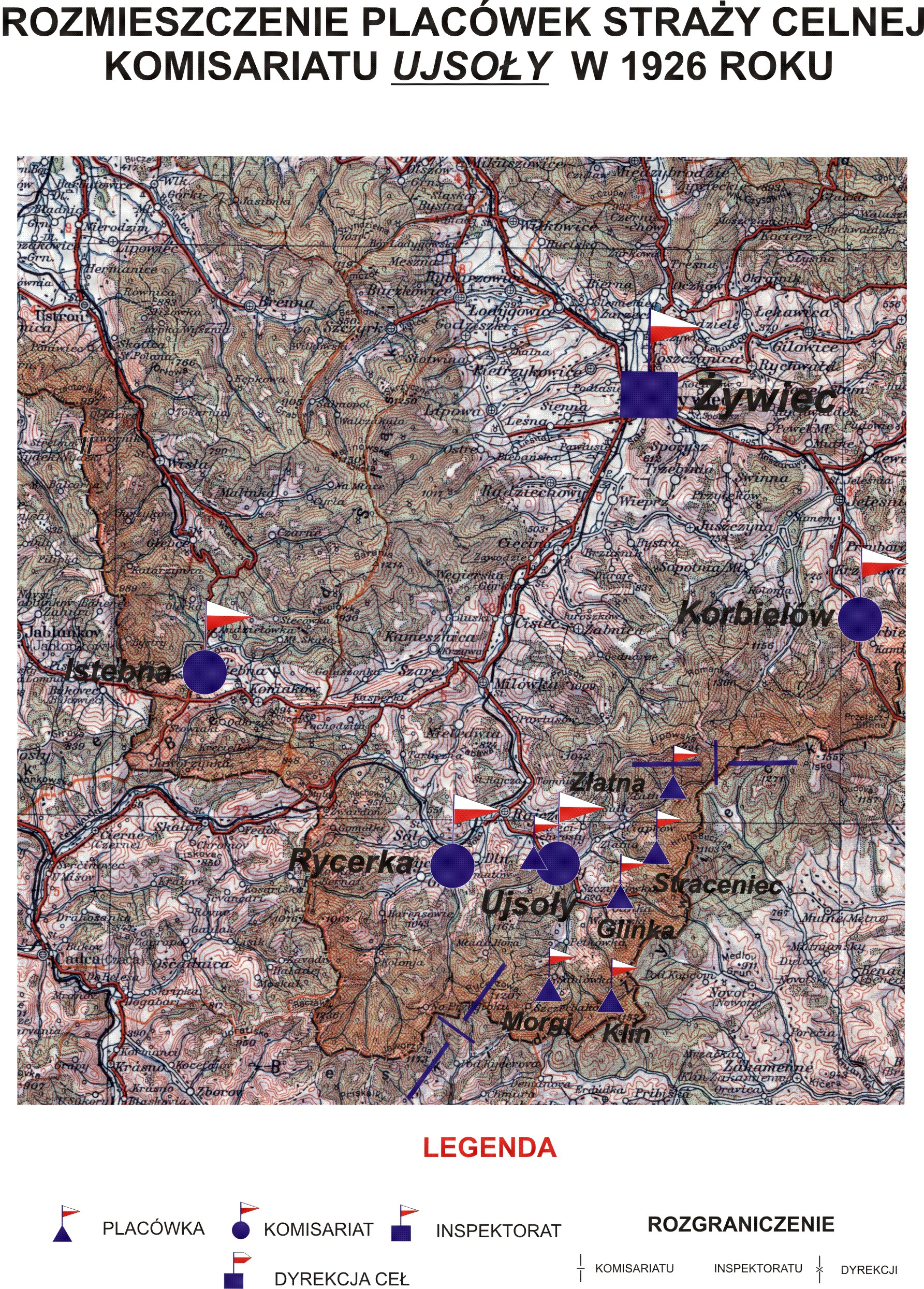
Rozmieszczenie placówek SC Komisariatu Ujsoły w 1926 r.

Placówka Straży Celnej „Złatna” – jednostka organizacyjna Straży Celnej pełniąca w okresie międzywojennym służbę ochronną na granicy polsko-czechosłowackiej.

## Formowanie i zmiany organizacyjne
Na wniosek Ministerstwa Skarbu, uchwałą z 10 marca 1920 roku, powołano do życia Straż Celną. Jednostki Straży Celnej rozpoczęły przejmowanie odcinków granicy od pododdziałów Batalionów Celnych. W 1922 roku w Ujsołach stacjonował sztab 3 kompanii 7 batalionu celnego. Kompania wystawiała również placówkę w Złatnej. Proces tworzenia Straży Celnej trwał do końca 1922 roku. Placówka Straży Celnej „Złatna” weszła w podporządkowanie komisariatu Straży Celnej „Ujsoły” z Inspektoratu SC „Żywiec”.
W drugiej połowie 1927 roku przystąpiono do gruntownej reorganizacji Straży Celnej. W praktyce skutkowało to rozwiązaniem tej formacji granicznej. Ochronę północnej, zachodniej i południowej granicy państwa przejęła powołana z dniem 2 kwietnia 1928 roku Straż Graniczna.
Rozkazem nr 4 z 30 kwietnia 1928 roku w sprawie organizacji Śląskiego Inspektoratu Okręgowego dowódca Straży Granicznej gen. bryg. Stefan Pasławski powołał komisariat SG „Rajcza”. Placówka Straży Granicznej I linii „Złatna” znalazła się w jego strukturze.

## Funkcjonariusze placówki
Kierownicy placówki
| stopień          | imię i nazwisko, numer   | okres pełnienia służby | kolejne stanowisko |
| ---------------- | ------------------------ | ---------------------- | ------------------ |
| starszy strażnik | Franciszek Hajdysz (376) | był w 1926             |                    |

Obsada personalna placówki w 1926:
- starszy strażnik Franciszek Hajdysz (376)
- strażnik Kazimierz Andersz (716)
- strażnik Stanisław Adamski (1897)
- strażnik Julian Deptuch (1548)
- strażnik Józef Sierz (415)
- strażnik Stanisław Fludra (1941)
- strażnik Ignacy Bogaczyk (2056)